# Doris Blanc
Doris Blanc (7 november 1926) was een Zwitserse kunstschaatsster. Zij nam deel aan de Olympische Winterspelen van 1948.

## Belangrijkste resultaten

### Olympische Winterspelen
| Jaar | Plaats       | Discipline  | Onderdeel       | Resultaat |
| ---- | ------------ | ----------- | --------------- | --------- |
| 1948 | Sankt Moritz | kunstrijden | individueel (v) | 25e       |